# Oasi Rossi
Oasi Rossi è un'area di oltre 100 000 m² adibita a parco ricreativo situata in località Santorso, alle pendici di Monte Summano, nell'Alto Vicentino. Fu realizzata dalla Cooperativa Sociale Nuovi Orizzonti O.N.L.U.S., nata nel 1980, che ancora oggi la gestisce, ponendosi come obiettivo principale l’inserimento e l’accoglienza di persone con disabilità.

## Storia
L'intero complesso urbanistico fu acquistato dall'imprenditore Alessandro Rossi nel 1865 e comprendeva inizialmente l'attuale Villa, il Parco e il Podere Modello, oltre che l'annessa chiesetta di Santo Spirito: l'intento era costruire non solo un’oasi di pace per la sua famiglia, ma anche creare un podere sui terreni circostanti l'area. Fu il primo a sottolineare il profondo legame esistente tra cultura e coltura, tra terra e sviluppo sociale.

### La suddivisione originaria dei possedimenti di Alessandro Rossi

#### La Villa
La Villa Bonifacio-Velo, appartenente alla famiglia Prosdocimi, fu acquistata da Alessandro Rossi il 28 marzo 1865 con l'annessa chiesetta di S. Spirito e gran parte dei terreni circostanti per farne un'oasi di pace per la sua famiglia e per creare un podere modello da proporre all'attenzione dei possidenti italiani Per volontà del nuovo proprietario fu ristrutturata ed ampliata.

La struttura, a quel tempo in uno stato di abbandono e decadimento, era suddivisa in due parti adiacenti: la casa padronale e la barchessa.
Alla parte padronale furono aggiunti, tra il 1865 e il 1870, due corpi laterali, di cui uno più alto di un piano rispetto al resto. La struttura della barchessa rimase invece invariata: furono però rafforzate le basi delle colonne, furono aggiunti degli affreschi e l'ambiente fu arricchito da una serie di busti di personaggi illustri. Nel lato est della villa fu inserito anche un nuovo porticato, che dava accesso alla sala teatrale e alla scuderia. Gli interni avevano le dimensioni e le raffinatezze degli ambienti signorili ottocenteschi, ma furono poi alterati e stravolti quando l'edificio intero fu adattato ad altri usi. Alla sua morte, avvenuta proprio in questa villa di Santorso il 28 febbraio 1890, Alessandro Rossi lasciò in eredità tutto il complesso alle Opere Pie di Schio, oggi denominate la C.A.S.A., con la clausola che dovesse essere in futuro abitata da bambini ed adolescenti. La villa divenne prima orfanotrofio maschile fino al 1950-1960 e poi fu ceduta in comodato all'ANFFAS (Centro Nazionale Famiglie Figli Adulti Subnormali) per ospitarvi le sue prime strutture riabilitative. Il complesso urbanistico della villa e del podere di Alessandro ora sono comproprietà dei comuni di Schio e di Santorso.

#### Parco Rossi
Tutte le case o le ville di città e dintorni che furono di Alessandro Rossi hanno in comune il fatto di essere circondate da parchi ricchi di piante importanti, da esemplari arborei che impiegano molti anni a crescere e a donare la loro ombra. 
Il parco sorse tra il 1865 e il 1884, ad opera di Alessandro Rossi, sulla base del progetto dell'architetto Antonio Caregaro Negrin. Passò poi in proprietà alla Casa di Schio, ente con cui la Cooperativa Sociale Nuovi Orizzonti stipulò, nel 1994, una convenzione per sistemarlo e aprirlo ai visitatori.

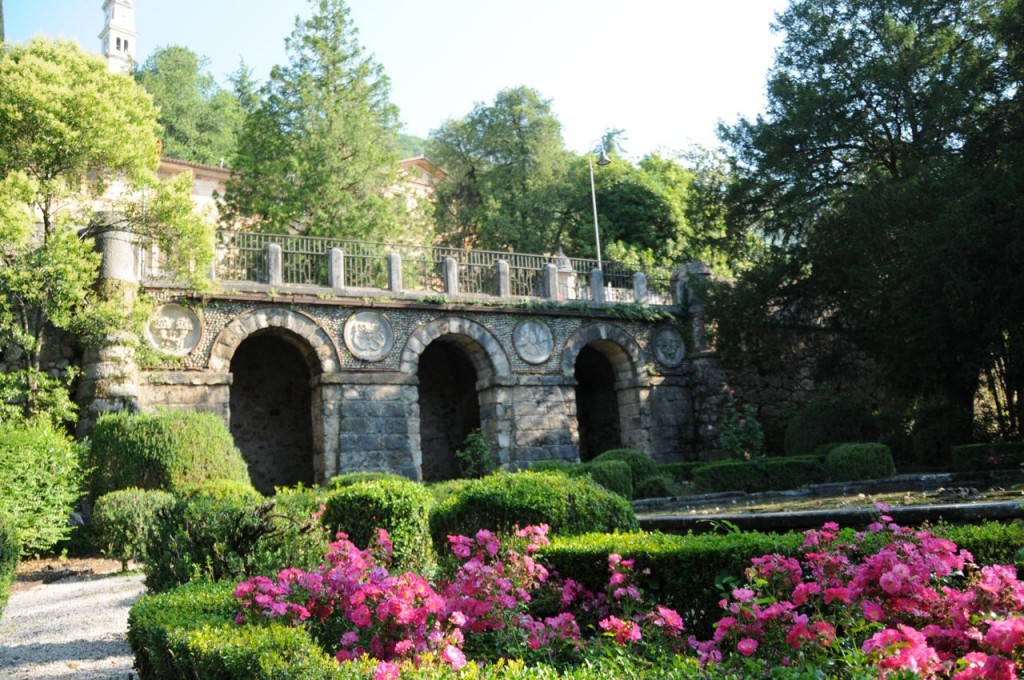
Arcate del sottopassaggio

Oggi è di proprietà delle Amministrazioni di Schio e Santorso, ma viene sempre gestito dalla Cooperativa, che provvede ancora alla sua manutenzione e organizza visite per il pubblico.

Il parco viene diviso in due dalla strada pubblica che lo attraversa: un piccolo giardino recintato davanti alla villa, cui si accede da una maestosa cancellata, e un parco più ampio al quale si accede anche da una galleria che passa sotto la strada stessa e forma uno scenografico, suggestivo, ingresso. Si distinguono, quindi, una parte superiore, detta “delle Rive”, e una inferiore, “del Laghetto”, collegate tramite un sottopassaggio. 

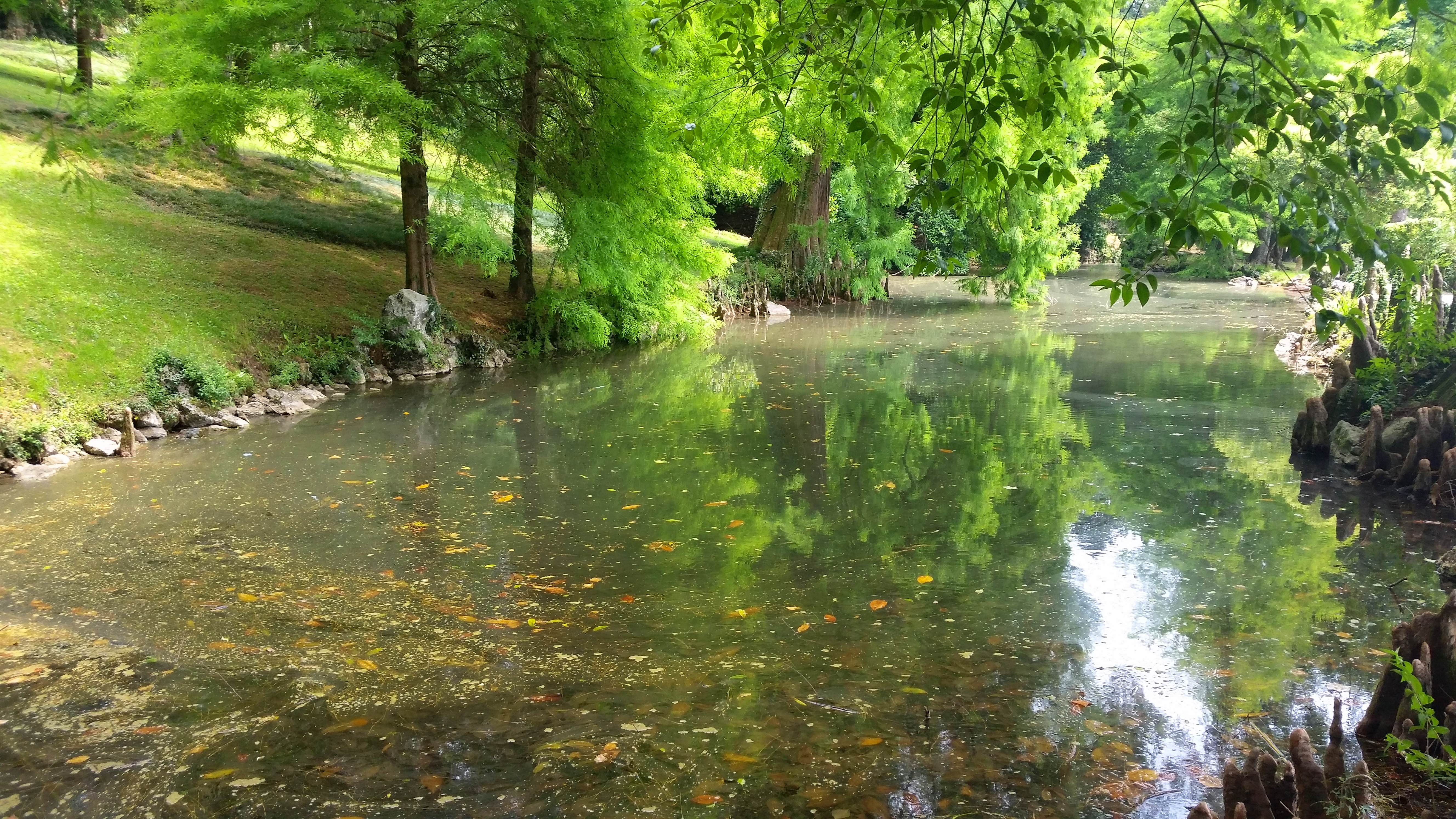
Santorso Parco Rossi

“Le Rive” è ricco di boschetti di alberi ad alto fusto e da cui si può ammirare la pianura sottostante, mentre la parte del “Laghetto” è contraddistinta da viali sinuosi, imitazioni archeologiche, laghetti, cascatelle d’acqua, piante esotiche e spazi erbosi.
Il 31 ottobre 1980 durante l’Esposizione Internazionale di Architettura di Torino, nella conferenza "L'Arte del giardino", lo stesso architetto presentò la sua opera come esempio di giardino paesaggista, il caratteristico parco romantico del territorio vicentino.
Benché sia stato danneggiato dai bombardamenti della seconda guerra mondiale, il parco ancora oggi conserva l'impostazione originale ideata dall'architetto: viali, architetture, sculture, disposizione degli alberi sono state lasciate così come le aveva ideate il loro autore.
Il Parco rimase in stato di abbandono fino al 1995, quando fu riaperto al pubblico grazie ad una convenzione che le Opere Pie di Schio stipularono con la Cooperativa Sociale Nuovi Orizzonti.
Italia Nostra di Schio, in occasione di un incontro aperto a tutti in palazzo Toaldi-Capra, ha invitato gli esperti di architettura, di giardini e di botanica a schedare piante e manufatti preziosi. Da questo studio è emerso che nel parco risultano presenti almeno 500 esemplari arborei di pregio, fra cui almeno 50 sono da considerarsi per il portamento, le dimensioni, e l'età veri e propri "monumenti vegetali". Esiste un lungo elenco di queste piante con il nome italiano e latino; di queste ricordiamo il cedro, il cipresso del Portogallo, il cipresso di palude o tassodio che richiede migliaia di litri d'acqua al giorno, il pino nero, il ginkgo, il pino dell'Himalaya sotto cui, per una centenaria tradizione, vanno ancora oggi a farsi fotografare le coppie di sposi
Gli elementi architettonici:
- Galleria e Portale

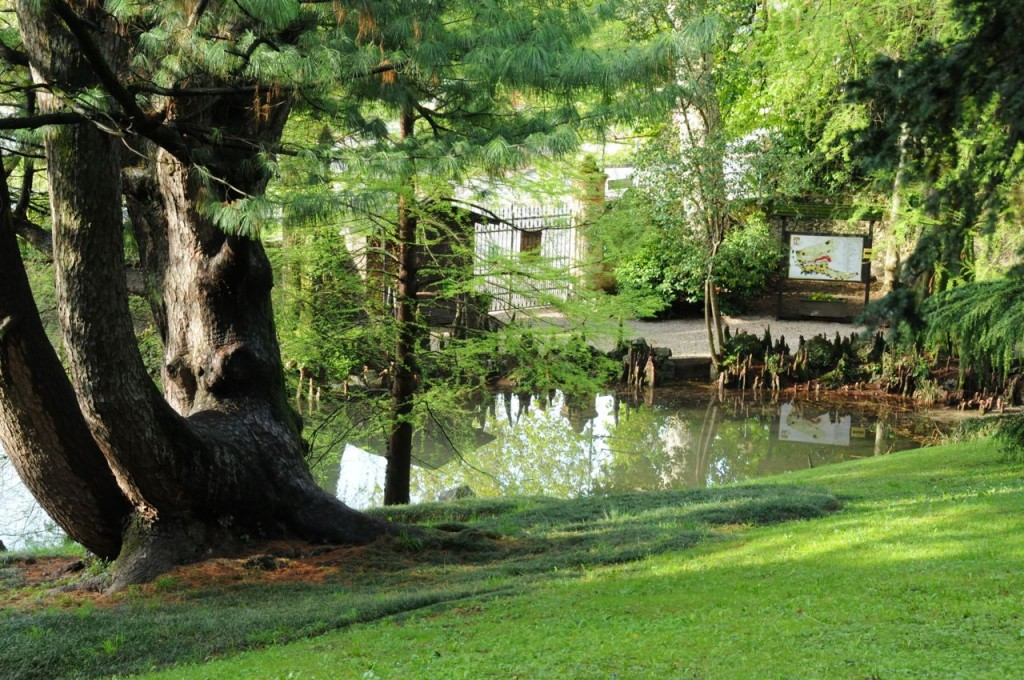
Laghetto e cedro himalayano del parco

Una galleria collega la valle con il parco inferiore passando al di sotto del piano stradale. Essa termina con tre arcate sostenute da robusti pilastri in pietra. Nella parete di fondo risaltano i medaglioni riportanti gli stemmi raffiguranti i prodotti dell'agricoltura ed i simboli dell'industria e del commercio.
- Sedile ad esedra

Questo monumento, posto verso il lato est del parco, è caratterizzato da uno schienale a forma di trifora, da una gradevole decorazione floreale in stile neopompeiano e dal motivo zoomorfo dei grifi laterali, notoriamente simboli di potenza. 
- Tempietto pompeiano

Particolarissimo tempietto decorato all'interno in stile neopompeiano e sistemato all'esterno in guisa di finta rovina. All'interno ospita un acquario alimentato dalla stessa acqua che scorre in tutto il parco creando suggestivi giochi d'acqua.
- Chiesetta di S. Spirito

Si trova nella parte superiore del parco: un antico viale di cipressi conduceva dall'edificio principale della villa a questa chiesetta che l'architetto Antonio Caregaro Negrin ristrutturò in stile lombardo-bizantino.

#### Il Podere modello
L'idea di Alessandro Rossi consisteva nel creare una moderna azienda agricola, che si ponesse come esempio per le tecnologie che avrebbe adottato. Nacque così il Podere Modello, situato a sud della Villa.
Il podere si estendeva per circa 50 ettari, comprendendo 130 campi e, come per il parco, anch’esso era diviso in due parti da una strada (che conduce da Piovene a Schio). Successivamente, nel 1876, fu costruita una ferrovia, da cui vennero deviati alcuni binari per dirigerli all’interno della proprietà Rossi, così da potervi trasportare il concime.
La parte del Podere più vicina alla villa fu dedicata alla coltivazione della vite, mentre la parte più pianeggiante venne riservata agli orti; l’area fu anche circondata da 4350 metri di mura. Al Podere era annessa una scuola di pomologia e orticoltura, a dimostrazione che le conquiste tecniche non dovessero prendere il posto dell’attività agricola, bensì era necessario farne uso per risollevarla dalla crisi in cui stava precipitando.
Per assicurare un'abbondante irrigazione, oltre che sfruttare le acque spontanee del monte, fu costruito agli inizi del podere una grande serbatoio
Nel lato est del vigneto fu costruita la Casa Gialla, un edificio di tre piani destinato ai capi coltivatori, ai contadini e ai custodi del podere. Oltre a questa vi erano altre Case, distinte in base al colore dell'intonaco in Casa Gialla, Casa Rossa, Casa Verde, Casa Azzurra e Casa Bianca. Sono architetture pittoresche, tuttora conservate per lo più nell’aspetto originario, che ripropongono la tipologia della casa rurale veneta; fa eccezione la Casa Gialla con un elegante prospetto neoclassico. Il porticato del pianterreno ripete, per volere di Rossi, quello della settecentesca villa Zanella Facci, sempre di Santorso. Più moderne appaiono le facciate laterali dove l’architetto ha impiegato la pietra grezza e le finestre centinate con modanature in cotto a vista. Di particolare interesse è la Casa Bianca, ai margini sud-est della seconda sezione del fondo, la quale conserva molto della struttura ottocentesca, nonostante le modifiche apportate nel pianterreno. Le piante e gli alzati dei tre piani, come mostra il progetto originale, indicano il vario articolarsi degli spazi interni ed esterni che determinano un vivace movimento delle facciate e dei tetti risolti a livelli diversi. L’architettura è pura ed essenziale, ma non banale: è sempre presente la fervida fantasia del Negrin, che realizza un’opera estranea ai discorsi accademici per rispondere alle esigenze reali di un ambiente rurale. Gli altri tre edifici ripropongono, con alcune varianti, il modello della Casa Bianca, presentando scale interne, porticati, logge in legno e balconi che ne fanno architetture aperte alla luce e all’atmosfera.

### Gli sviluppi
Successivamente alla morte di Rossi, il terreno passò in proprietà alle Opere Pie di Schio, che concesse alla Cooperativa Sociale Nuovi Orizzonti la cura dell'area sottostante il Parco della villa. La cooperativa, fondata nel 1980, aveva come obiettivo l'inserimento di persone con disabilità o in situazione di disagio: tra le varie applicazioni sociali di cui parco e villa sono stati oggetto, il progetto della cooperativa è quello che rispecchia in toto l’intuizione di Alessandro Rossi.
Si iniziò in primo luogo con le produzioni orticole e vennero costruite le prime serre destinate a queste coltivazioni. Nel 1984 prese il via anche la floricoltura, che andò gradualmente a sostituire l'orticoltura, perché più redditizia rispetto a quest'ultima.
Nel 1994 la Cooperativa e la Casa di Schio stipularono una convenzione, grazie alla quale la Cooperativa prese in gestione anche il Parco della villa, riaperto poi nel 1995. L'Oasi Rossi arrivò quindi ad inglobare parte del Podere Modello e il Parco Rossi, nel quale venne strutturato un itinerario didattico per le scuole. L'anno successivo le serre vennero spostate più a valle, poiché la loro espansione era in contrasto con le normative sulla salvaguardia delle risorgive.
Nel 1998, con il progetto "Voglia di volare", venne costruita un'oasi tropicale destinata ad ospitare centinaia di farfalle provenienti da tutto il mondo; successivamente, nel 2005, si realizzò una "nuova casa" delle farfalle, che è attualmente la più grande superficie d’Italia dedicata alle farfalle.
Nel 1999 la Cooperativa acquistò un fondo adiacente all'Oasi, dove sorge la Casa Gialla, ricomponendo così parte del Podere Modello.
La maggior parte del terreno su cui sorge oggi Oasi Rossi venne invece acquistato dalla Cooperativa nel 2000.
Venne aggiunto nel 2002 un ulteriore terreno ad est, a monte della statale. La Casa Gialla venne ristrutturata nel 2003 e diventò una comunità alloggio per disagio psichiatrico, presso la quale venne anche ricavato un appartamento protetto per tre soggetti con disagio psichico. Successivamente fu costruito un fabbricato polifunzionale nel 2009 e inaugurato un nuovo appartamento per persone con disabilità nel 2010.
Ad oggi, l'estensione dell'area dell'Oasi Rossi è di circa 100 000 m² ed è strutturata per dare spazio ad itinerari didattici, zone ricreative e di gioco, delle aree per il picnic e abitazioni per l'ospitalità di persone in situazione di disagio/bisogno.

## Descrizione

### L'Oasi Rossi
Oasi Rossi raggruppa oggi parte dell'ex Podere Modello. È ideata e gestita dalla Cooperativa Sociale Nuovi Orizzonti Onlus che, grazie alla sua realizzazione, ha ampliato le possibilità di integrazione sociale e lavorativa di persone con difficoltà, coinvolgendole nell’accoglienza dei visitatori, nella custodia, nel riordino e manutenzione del fondo.  Oasi Rossi, aperta da marzo a ottobre, è frequentata ogni anno da migliaia di persone. Oltre alle visite guidate nel parco, gli ampi prati che offrono la possibilità di grigliate e picnic, l'area giochi inclusivi, il trenino a motore e l'ampia Oasi delle farfalle tropicali, l'Oasi Rossi propone nel 2016 anche un percorso "Oasi-Bike rent and tour", che offre la possibilità di noleggiare una mountain bike elettrica e partire alla scoperta dei sentieri della collina.

#### La Cooperativa Sociale Nuovi Orizzonti O.N.L.U.S.
La Cooperativa Nuovi Orizzonti ha preso vita nel 1980, fondata da un gruppo di genitori dei ragazzi accolti dall’Associazione ANFFAS di Schio, con l’obiettivo di offrire loro una possibilità di integrazione sociale e lavorativa.
Il primo passo è stato quello di sviluppare l’orticoltura e la floricoltura. Tramite queste attività la Cooperativa ha cercato in questi anni di perseguire il suo obiettivo sociale creando nuove e significative opportunità di lavoro per le persone con disabilità. 
Attualmente coinvolge al lavoro circa 40 persone, delle quali la metà in situazione di disagio e invalidità. Con loro è previsto e concordato un progetto di inserimento lavorativo che, a seconda dei casi, potrà essere formativo in vista di uno sbocco esterno, oppure occupazionale definitivo, con una assunzione presso la Cooperativa stessa.
Nel corso degli anni, inoltre, la Cooperativa a Santorso ha progettato e gradualmente realizzato un’Oasi (Oasi Rossi) in cui si fondono insieme momenti ricreativi, passeggiate all’aria aperta, iniziative didattiche e sociali che sono divenute patrimonio comune e momenti di aggregazione di rilievo provinciale e nazionale.
Attraverso la realizzazione e gestione dell’Oasi Rossi, che si unisce idealmente al Parco di Villa Rossi, la Cooperativa ha ampliato le possibilità di integrazione sociale e lavorativa di persone in disagio occupate e coinvolte: nell’accoglienza dei visitatori, nella custodia, nel riordino e manutenzione del fondo, nei servizi di ristorazione e di biglietteria.
Da 14 anni la Cooperativa Sociale Nuovi Orizzonti è presente a Montecchio Precalcino dove porta avanti un progetto di animazione regolato da una convenzione con l'ULSS N°4 che si occupa della riqualificazione dell'Ex Istituto Psichiatrico che un tempo ospitava oltre 900 persone. La cooperativa promuove iniziative a carattere trasversale che interessano le varie comunità di ospiti del Centro Servizi, il volontariato esterno ed interno, l'associazionismo ed i gruppi. Si occupa di organizzare delle gite, delle uscite, delle occasioni di festa, dei momenti di canto, di gioco e di intrattenimento coinvolgendo tutti gli ospiti.

##### I servizi
- Il Garden Oasi Rossi

Il negozio di fiori, denominato Garden Rossi, unito alle serre di produzione di piante e fiori, rappresenta l'attività trainante attraverso la quale la cooperativa ha impostato il suo sviluppo nei suoi trentasei anni di vita. La produzione di piante e fiori e la loro vendita sono state, sin dall'inizio della nascita della cooperativa, l'ossatura principale sulla quale la stessa ha riposto lo sviluppo di tutte le altre attività. Il garden è produttivo tutto l'anno e lavorano al suo interno persone con disabilità, che si occupano di tutte le operazioni di trapianto di piantine da orto e da fiore, gli spostamenti delle stesse, l'innaffiatura e la concimazione.
- Il Ristorante Oasi Rossi

Il ristorante Rossi è un locale che è stato costruito ed attivato nel 1995 per fornire un servizio completo ai visitatori, principalmente famiglie, gruppi e associazioni, che si recavano nell'oasi Rossi nel fine settimana. L'attività di ristorazione persegue sempre la mission sociale della cooperativa, in quanto prevede l'inserimento lavorativo di persone con disabilità.
- Il Parco Rossi

Parco Rossi è il giardino ottocentesco di Villa Rossi, attiguo agli spazi dell'Oasi Rossi.
Di proprietà del Comune di Santorso, è accogliente e accessibile a tutti, dotato di un sistema di comunicazione integrato, progettato secondo i principi del "design for all". Dispone di un sistema di visita "user-friendly" all'avanguardia e altamente fruibile in autonomia e in sicurezza; la guida multimediale, con 19 racconti audio, del parco di villa Rossi è usufruibile tramite smartphone e tablet, grazie ad un sistema di "bluetooth beacon" disseminati lungo il percorso ed una APP  disponibile in italiano, inglese e Lingua dei segni italiana. Grazie a una convenzione con il Comune di Santorso, la Cooperativa Sociale Nuovi Orizzonti si occupa anche della cura del verde del Parco Rossi.

#### L'oasi delle farfalle tropicali

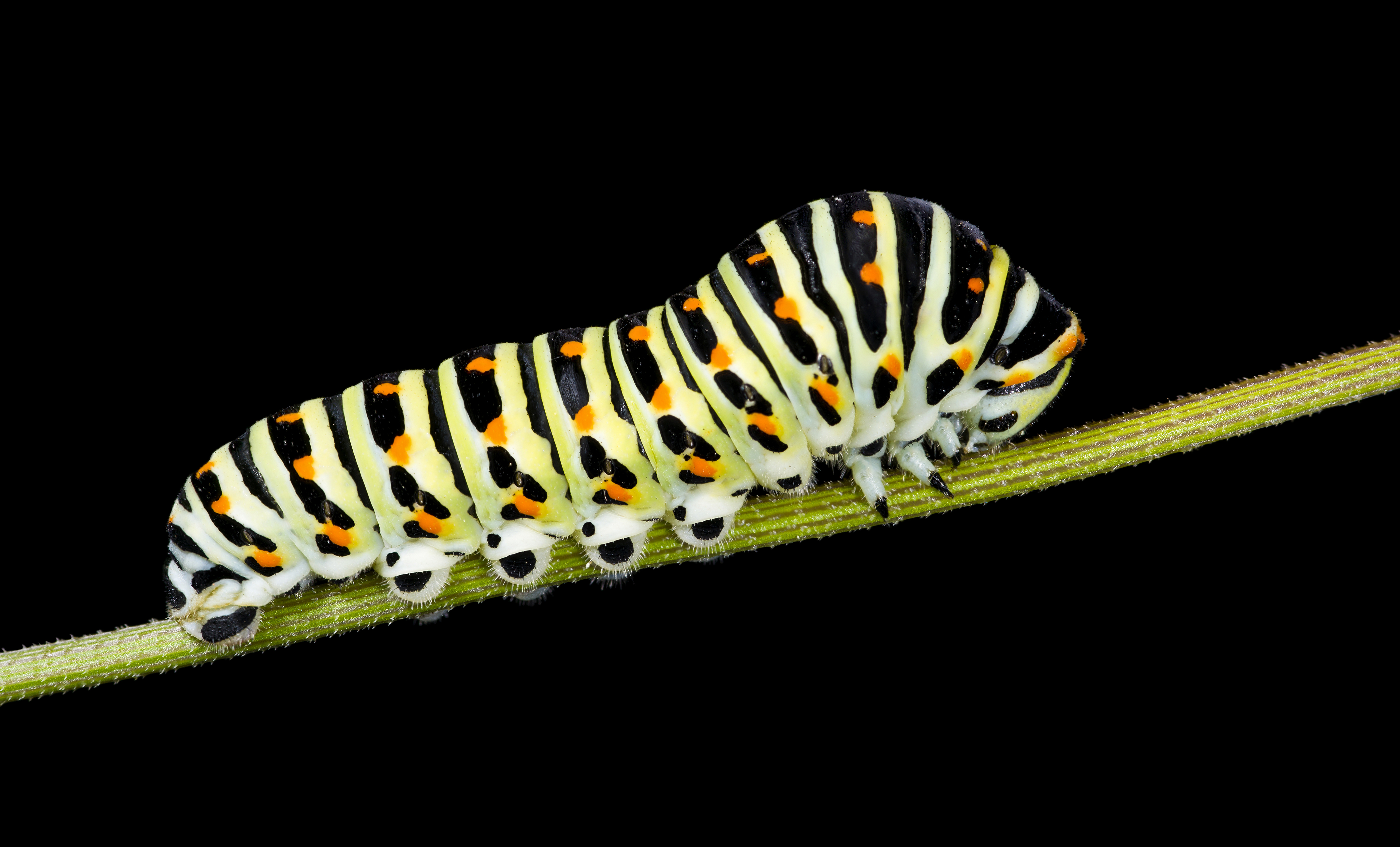
Bruco di Papilio machaon.

Nasce nel 1998, con il progetto "Voglia di volare", come serra protetta che ospita centinaia di farfalle da tutto il mondo; successivamente, nel 2005, si realizza una nuova serra che viene riconosciuta come la più grande superficie d’Italia dedicata alle farfalle. Tale serra, che riproduce il loro naturale clima tropicale, è di circa 1200 m². La temperatura si aggira intorno ai 25°-32° e l’umidità è superiore al 70%; è presente un ruscello d’acqua dove le farfalle possono andare a riposarsi al fresco. 

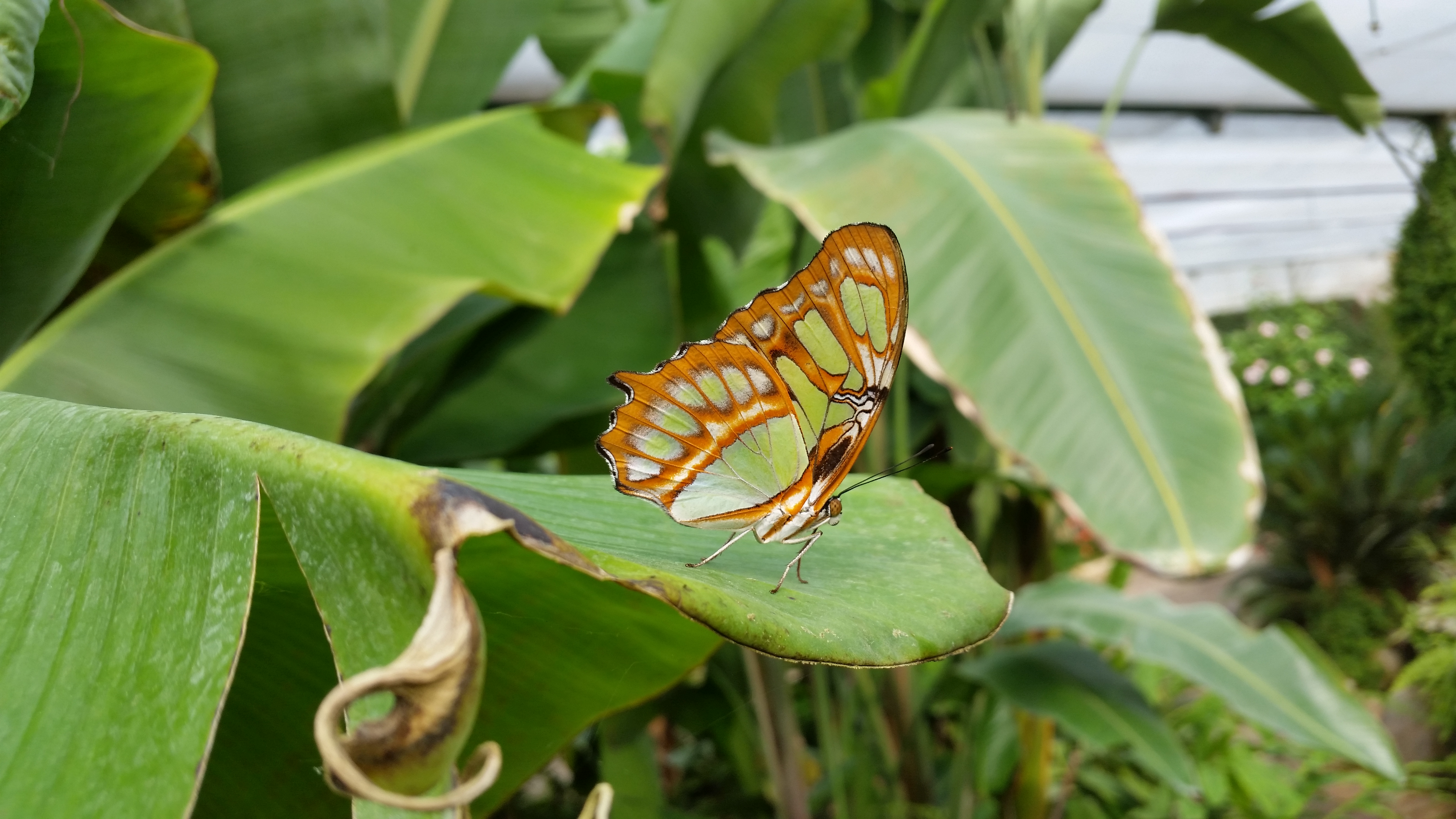
Oasi delle Farfalle

La cascata crea umidità contribuendo a ricreare il clima della foresta fluviale.  Nel farfallario si può osservare il ciclo di vita di farfalle sia diurne che notturne.

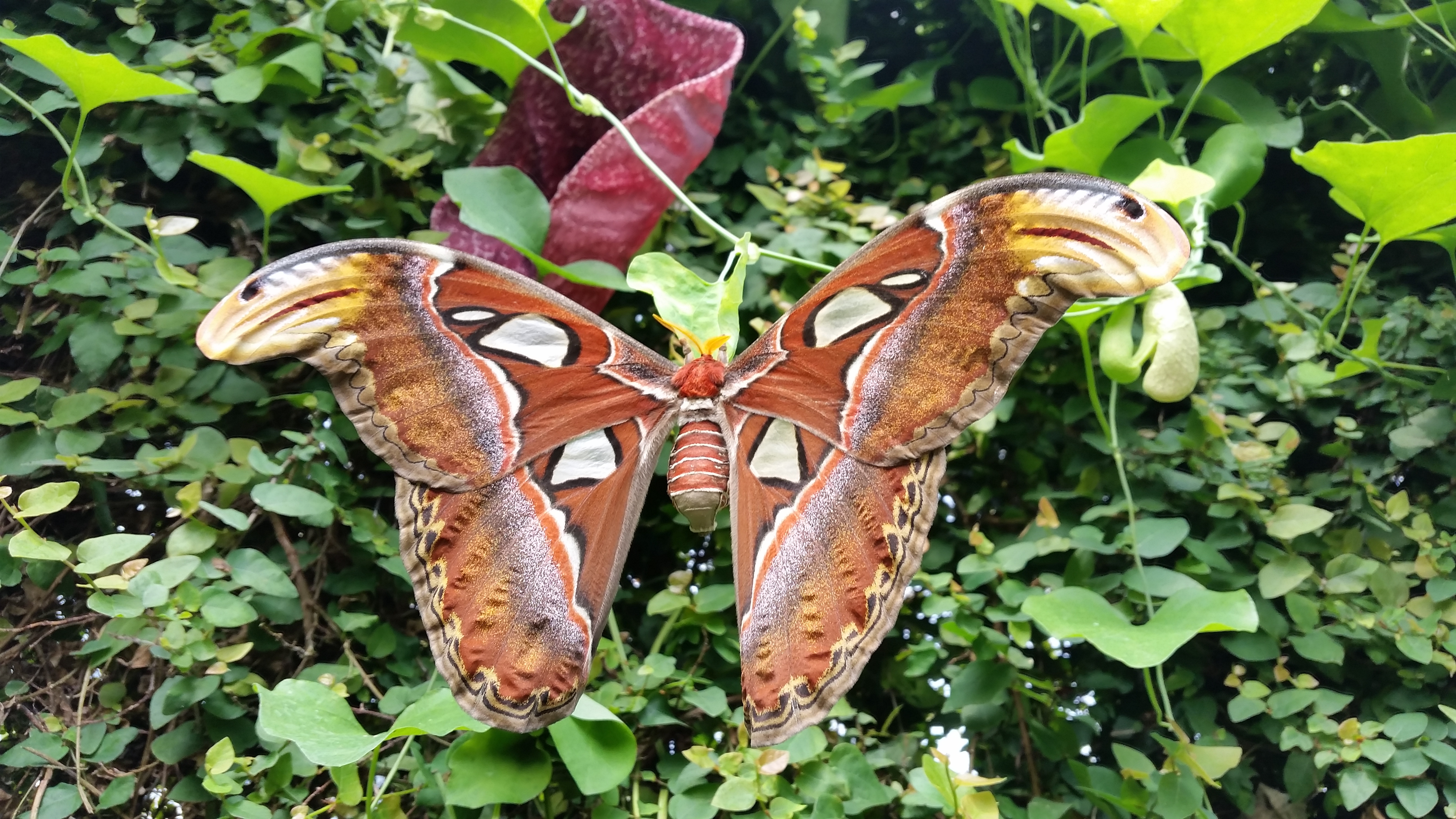
Falena Cobra

Nel 2016, con la collaborazione della "Cooperativa Farfalle nella Testa" che fornisce il materiale informativo-scientifico, viene sviluppato un percorso didattico attraverso il quale i visitatori possono scoprire gli animali ospitati all'interno della serra. In essa vivono, oltre alle farfalle, diversi tipi di animali tropicali.

#### Giochi e inclusività

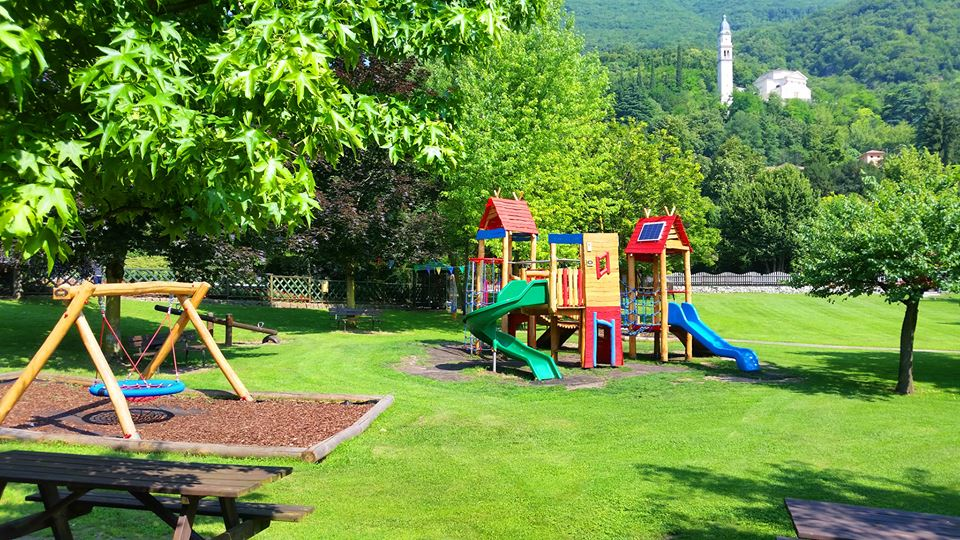
Area giochi inclusiva

Nel 2002 viene costruita una nave di oltre 20 metri, che diventa una nuova area giochi e viene acquistato un treno lillipuziano, grazie al progetto 'Tu tu', che viene utilizzato come attrazione per i visitatori. Il 12 marzo 2016 è stata inaugurata una nuova area giochi che mira a condividere con il visitatore due riflessioni quanto mai attuali: l’inclusività e la gestione corretta del territorio montano. I nuovi giochi sono il frutto di una precisa scelta di percorso. L’area è stata realizzata con il filo conduttore dell’inclusività, che sta alla base del lavoro che la Cooperativa Nuovi Orizzonti Onlus con scelte, forme e segni concreti, cerca di perseguire da oltre trentacinque anni. Quest'area invita a riflettere sull’accoglienza della persona diversamente abile non in termini di opportunità predisposte e ben confezionate, esclusive, ma in chiave di vita insieme: imparando cioè a percepire che solo partendo dal punto di vista del disabile si possa proseguire, con una ricchezza e una vitalità irrinunciabili.
 Questo spazio di gioco è stato realizzato dall'azienda di parchi gioco Pozza di Valdagno, impresa che, in collaborazione con Veneto Agricoltura, sta seguendo un progetto di valorizzazione del legno di castagno prodotto dai boschi dell’area delle Piccole Dolomiti. L’idea di “filiera corta” si è fatta strada anche nel settore del legno e quella realizzata dalla ditta Pozza è la prima area giochi realizzata interamente con legno certificato PEFC di origine locale. Il suo uso non solo non danneggia l’ambiente ma, al contrario, favorisce la cura dei boschi e lascia ricchezza all’economia locale. Dal 2016 bambini con e senza disabilità possono così fruire assieme di uno spazio con giochi inclusivi, ovvero giochi il più possibile accessibili a tutti i bambini, con scivoli, altalene con cesto e tavolini a misura di bambino.
L'accessibilità è  il fulcro del progetto di rinnovamento del Parco Storico di Villa Rossi, messo in atto dall'Amministrazione di Santorso.  Si sta procedendo alla sistemazione dei vialetti per renderli pienamente accessibili e si stanno realizzando altri interventi volti a favorire l’accessibilità sensoriale.

#### Strutture residenziali a carattere sociale: le case
La cooperativa gestisce delle comunità di accoglienza, in convenzione con l'Usl 4, tramite le quali si confronta quotidianamente con la realtà del disagio mentale: la Comunità alloggio Casa Gialla, l'appartamento 'La Casa in Fiore' e ha in carico alcuni progetti educativi presso il Centro Servizi di Montecchio Precalcino (ex ospedale psichiatrico).
Con l'acquisto della Casa Gialla nel 1999 si ricompose gran parte del podere modello. La Cooperativa decise di destinarla a comunità alloggio per persone con disagio psichiatrico, dopo averne terminato la ristrutturazione nel 2003. Nel 2016 la casa ospita 15 persone; l’obiettivo della Comunità è quello di far sì che le persone possano costruire relazioni umane positive, in un clima familiare.
Il 21 marzo 2010 è stato inaugurato anche un appartamento per disabili, la Casa in Fiore, che ospita quattro utenti. L'appartamento, che rientra nel progetto 'Le Chiavi di casa', cerca di ricostruire un ambiente a carattere familiare, creando relazioni positive e permettendo ai suoi ospiti di sperimentare nuove forme di autonomia.